# فرودگاه دانگ هوای
فرودگاه دانگ هوای ((به ویتنامی: Cảng hàng không Đồng Hới، Sân bay Đồng Hới)

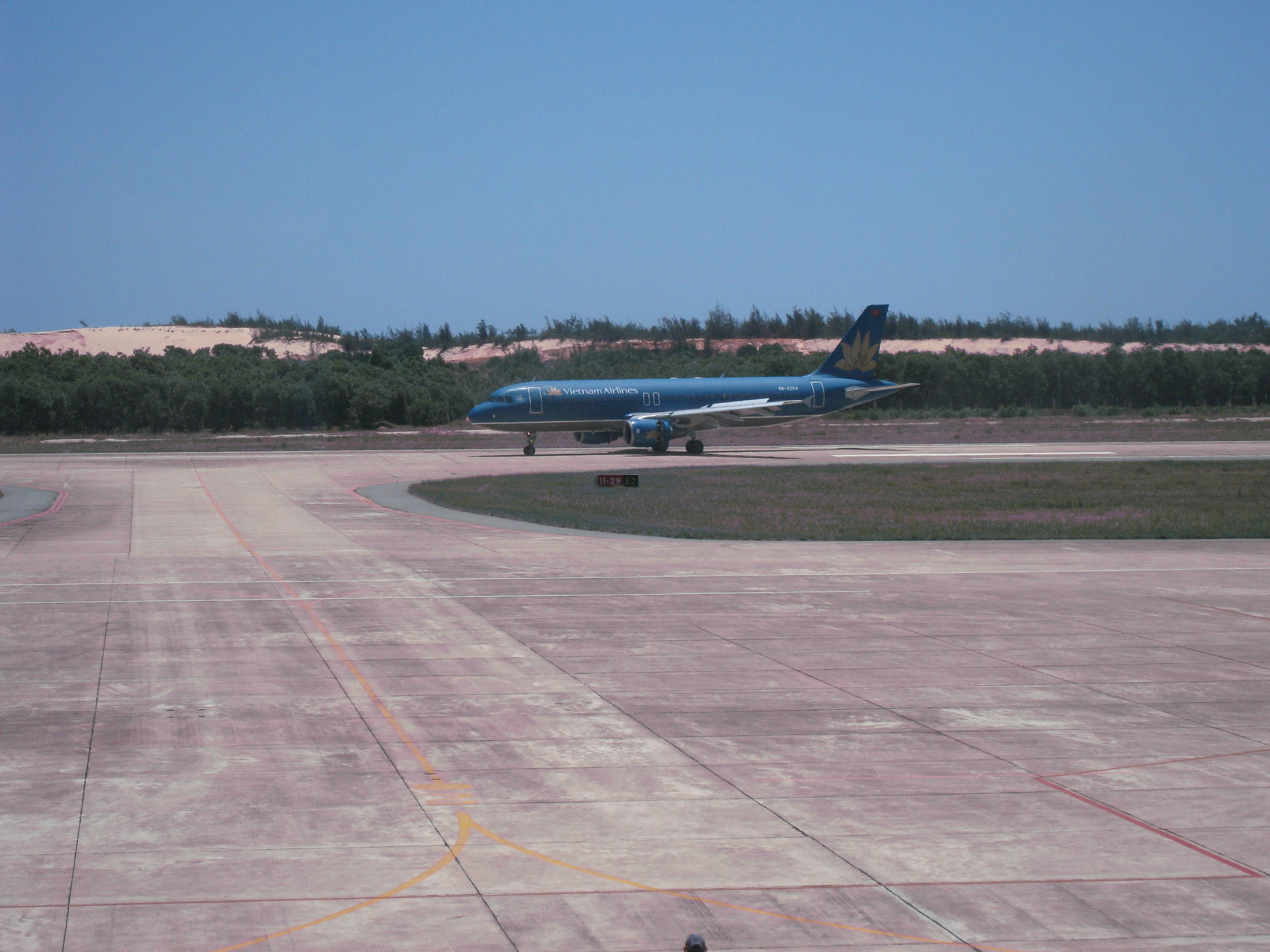
فرودگاه دانگ هوای

) یک فرودگاه در شش کیلومتری شهر دانگ هوای در ویتنام است.مساحت این فرودگاه ۱۷۳ هکتار است.ودر جنگ ویتنام تخریب شد در ۳۰ اوت ۲۰۰۴ عملیات بازسازی این فرودگاه آغاز و ۲۰۰۶ پایان یافت  اما تا ۱۸ مه ۲۰۰۸ پرواژی نداشت و در ۱۸ مه ۲۰۰۸ یک پرواز داخلی را تجربه کرد.